# NGC 4032
NGC 4032 في الفهرس العام الجديد، هي مجرة، تقع في كوكبة الهلبة. اكتشفت في 27 أبريل 1785 بواسطة ويليام هيرشل.

## روابط خارجية
- NGC 4032 على موقع ويكي سكاي: DSS2, SDSS, GALEX, IRAS, Hydrogen α, X-Ray, Astrophoto, Sky Map, Articles and images